# Fahrradbus

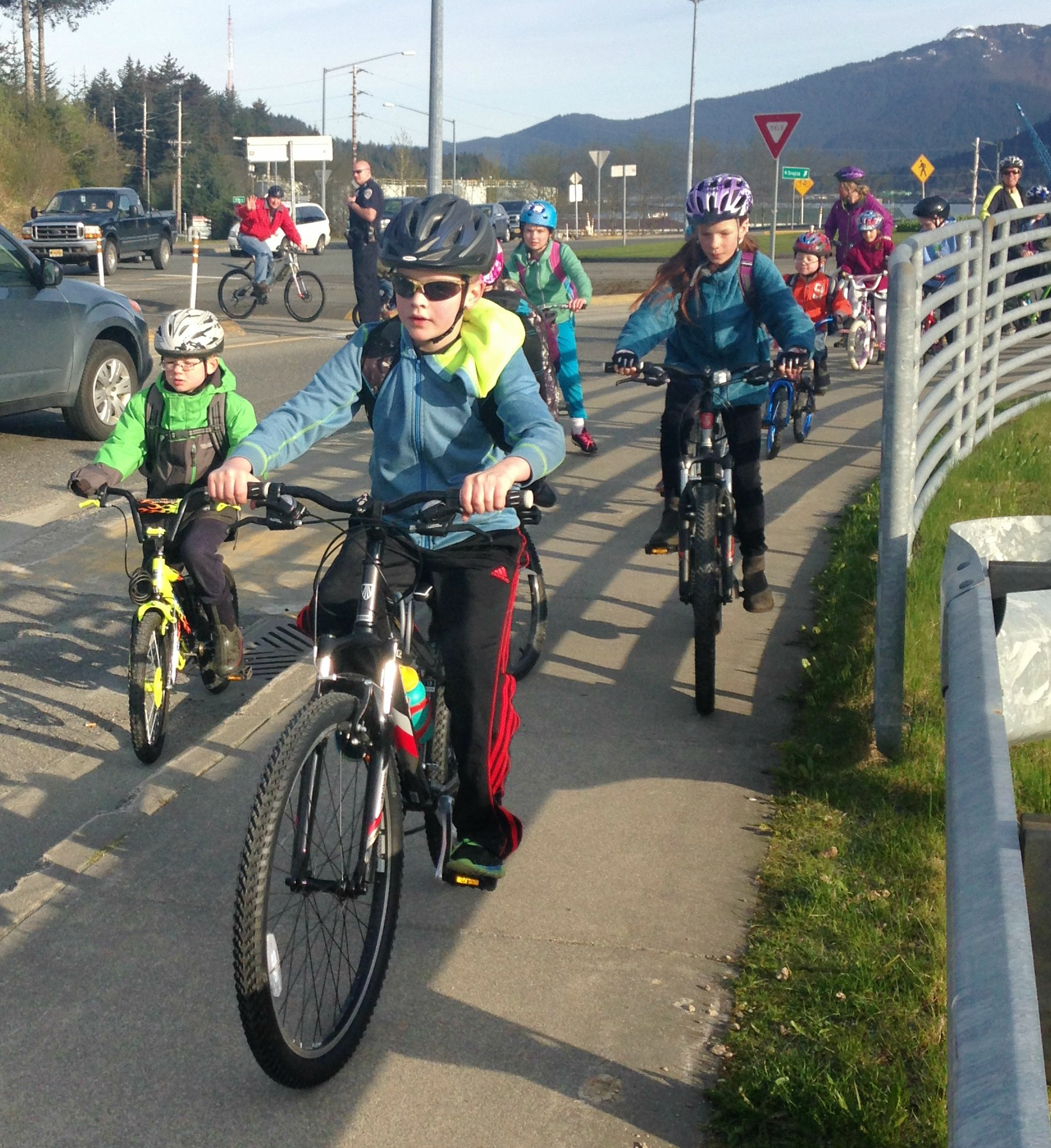
Ein Fahrradbus zu einer Schule in Alaska.

Ein sogenannter Fahrradbus, nach dem spanischen Vorbild auch Bicibus genannt, ist eine Gruppe von Menschen, die gemeinsam eine Route mit dem Fahrrad befahren, indem sie einem festgelegten Zeitplan folgen, um an ihre Zielorte zu gelangen. Die Radfahrer können sich an verschiedenen Punkten entlang der Route dem Fahrradbus anschließen oder ihn verlassen.
Ein Fahrradbus bildet ab 16 Teilnehmenden nach § 27 StVO einen „geschlossenen Verband“, für den sinngemäß die Verkehrsregeln eines einzelnen Fahrzeugs gelten. Die Aktionsform Critical Mass basiert ebenso auf diesen Paragraphen.
Fahrradbusse können soziale oder Umweltziele verfolgen und versuchen, mehr Menschen dazu zu ermutigen, das Fahrrad als Transportmittel zu nutzen, um das Erlebnis interessanter, geselliger und sicherer zu gestalten.
Häufig werden Schul-Fahrradbusse organisiert, bei denen ein oder mehrere Erwachsene eine Route überwachen und die Kinder an verschiedenen Punkten einsammeln, bis sie die Bildungseinrichtung erreichen. Das Aktionsbündnis Kidical Mass fördert solche Schul-Fahrradbusse. Eng verwandt ist der Pedibus, bei dem der Schulweg gemeinsam zu Fuß zurückgelegt wird.
Der Ursprung der Bicibus-Bewegung auf Schulwegen wird der spanischen Stadt Vic, nördlich von Barcelona, im Jahre 2020 zugeschrieben.
Fahrradbusse bieten zahlreiche Vorteile wie Verbesserung der Gesundheit, Reduzierung der Umweltverschmutzung, Steigerung der sozialen Interaktion und der Gemeinschaftsbeteiligung, Verringerung von Verkehr und Lärm sowie Verbesserung der Verkehrssicherheit.